# Yaiza Canzani
Yaiza Canzani (nacida el 25 de febrero de 1987 en Blanes, España) es una matemática y profesora española-uruguaya. Es licenciada en Matemática por la Facultad de Ciencias de la Universidad de la República, tiene un doctorado en la Universidad McGill en Canadá y actualmente es profesora asistente de Facultad de Artes y Ciencias de la Universidad de Carolina del Norte en Chapel Hill. En 2018 recibió la Sloan Research Fellowship, lo que la posiciona dentro de la próxima generación de líderes científicos en los EE. UU. y Canadá. 

## Biografía
Yaiza Canzani nació en Blanes (Comunidad Autónoma de Cataluña, España) y a los dos años de edad se mudó junto a su familia a Montevideo, Uruguay. Vivió allí desde el año 1989 hasta el 2008, año en que finalizó su carrera y alcanzó el título de licenciada en Matemática en la Facultad de Ciencias de la Universidad de la República, a través de su trabajo monográfico "Espectro del Laplaciano, un enfoque semiclásico". Durante el último año de su carrera de grado fue también ayudante del Centro de Matemáticas de la Facultad de Ciencias y asistente del Instituto de Matemática y Estadística Rafael Laguardia de la Facultad de Ingeniería.  
Con 21 años se mudó a Montreal (Canadá) para realizar sus estudios de doctorado en la Universidad McGill bajo la supervisión de Dmitry Jakobson. Defiende su tesis en 2013 y obtiene su PhD in Mathematics mediante el trabajo Spectral Geometry of Conformally Covariant Operators. Posteriormente comenzó una estadía postdoctoral en Estados Unidos con Benjamin Peirce en la Universidad de Harvard y en el Instituto de Estudios Avanzados de la Universidad de Princeton. Desde 2016 es profesora asistente en la Universidad de Carolina del Norte en Chapel Hill. Luego de 3 años trabajando allí, fue distinguida con una beca de investigación Sloan (Sloan Research Fellowship), uno de los premios más importantes dentro de las ciencias exactas y naturales. Esta beca es otorgada anualmente desde 1955 por la Fundación Alfred P. Sloan a más de 100 jóvenes investigadores con el objetivo de brindar apoyo y reconocimiento a científicos y académicos en etapas tempranas de su carrera.
Canzani actualmente sigue vinculada a Uruguay y es investigadora asociada del Sistema Nacional de Investigadores de la Agencia Nacional de Investigación e Innovación desde 2013.

## Línea de Investigación
El principal interés de Canzani radica en entender la relación entre dinámica clásica y cuántica. Su trabajo está centrado en estudiar propiedades geométricas de superficies a través del análisis de operadores que involucran al Laplaciano definidos sobre estas. En particular, parte de su investigación se centra en entender el comportamiento de las funciones de onda que resuelven la ecuación de Schrodinger, la formulación matemática para estudiar los niveles de energía de los sistemas mecánicos cuánticos como los átomos. Esta ecuación, desarrollada por el físico austríaco Erwin Schrödinger en 1926, es la ley fundamental de la mecánica cuántica no relativista. 

## Becas y premios
- 2018 - Sloan Research Fellowship[1]
- 2018 - Junior Faculty Development Award, Universidad de Carolina del Norte en Chapel Hill.
- 2014 - NSERC Postdoctoral Fellowship del Institute for Advanced Study, Universidad de Princeton.
- 2013 - Benjamin Peirce Fellowship, Universidad de Harvard.
- 2013 - Alexis D. and W. Charles Pelletier Fellowships in Mathematics, Universidad de McGill.[14]
- 2012 - Graduate Excellence Fellowship, Universidad de McGill.
- 2012 - Institut des Sciences Mathématiques Graduate Scholarship, Universidad de McGill.
- 2010 - Schulich Graduate Fellowship, Universidad de McGill
- 2008 - Trottier Accelerator Fellowship, Universidad de McGill